# Синт Мартенс Латем
Синт Мартенс Латем (на нидерландски: Sint-Martens-Latem) е селище в Северна Белгия, окръг Гент на провинция Източна Фландрия. Населението му е около 8300 души (2006).

## Известни личности
Родени в Синт Мартенс Латем
- Лео Бакеланд (1863-1944), химик